# Audrey Wells
Audrey Wells, pseudonimo di Audrey Ann Lederer (San Francisco, 25 gennaio 1960 – Santa Monica, 4 ottobre 2018), è stata una sceneggiatrice e regista statunitense.

## Biografia
Laureatasi presso l'Università di Berkeley e l'Università di Los Angeles, ha scritto molte sceneggiature di successo, specializzandosi in film romantici e commedie.
È deceduta il 4 ottobre 2018, all'età di 58 anni, dopo una lunga battaglia contro un tumore. L'ultimo film da lei sceneggiato, Il coraggio della verità - The Hate U Give, è uscito al cinema il giorno successivo alla sua morte. Il film Over the Moon - Il fantastico mondo di Lunaria è dedicato alla sua memoria.

## Filmografia

### Sceneggiatrice
- Un uomo in prestito (The Truth About Cats & Dogs), regia di Michael Lehmann (1996)
- George re della giungla...? (George of the Jungle), regia di Sam Weisman (1997)
- Guinevere, regia di Audrey Wells (1999)
- Faccia a faccia (Disney's The Kid), regia di Jon Turteltaub (2000)
- Sotto il sole della Toscana (Under the Tuscan Sun), regia di Audrey Wells (2003)
- Shall We Dance?, regia di Peter Chelsom (2004)
- Cambio di gioco (The Game Plan), regia di Andy Fickman (2007)
- Qua la zampa! (A Dog's Purpose), regia di Lasse Hallström (2017)
- Il coraggio della verità - The Hate U Give (The Hate U Give), regia di George Tillman Jr. (2018)
- Over the Moon - Il fantastico mondo di Lunaria (Over The Moon), regia di Glen Keane (2020)

### Regista
- Guinevere (1999)
- Sotto il sole della Toscana (Under the Tuscan Sun, 2003)